# Фрата (Лоди)
Фрата је насеље у Италији у округу Лоди, региону Ломбардија.
Према процени из 2011. у насељу је живело 35 становника. Насеље се налази на надморској висини од 78 м.